# بيرت هيرشفيلد
بيرت هيرشفيلد هو لاعب هوكي الجليد كندي، ولد في 1 مارس 1929، وتوفي في 3 يوليو 1996.

## وصلات خارجية
- بيرت هيرشفيلد على موقع دوري الهوكي الوطني (الإنجليزية)
- بيرت هيرشفيلد على موقع EliteProspects.com (الإنجليزية)
- بيرت هيرشفيلد على موقع HockeyDB.com (الإنجليزية)
- بيرت هيرشفيلد على موقع Hockey-Reference.com (الإنجليزية)